# Geschichte der Feuerwehr

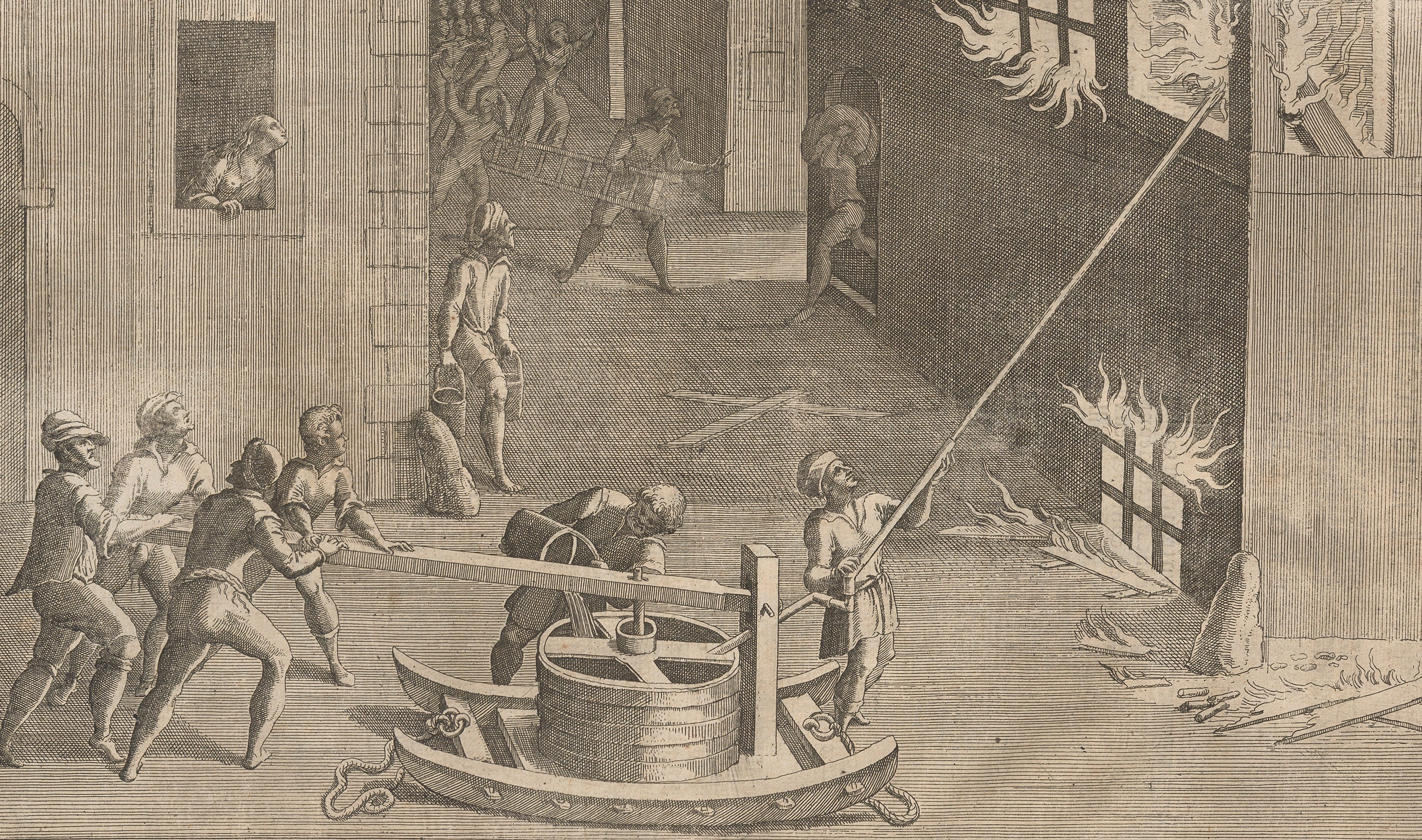
Einsatz eines Feuerlöschgerätes, Entwurf (1624) von Salomon de Caus

Die Geschichte der Feuerwehr geht bis auf die Römerzeit zurück.
Die Bekämpfung der Gefahren, die durch Brände entstehen, wurde schon damals als notwendig gesehen. Erst die Erkenntnis, dass der Bürger sich nicht alleine nur auf die Obrigkeit beruhen und verlassen, sondern vielmehr sein Schicksal selbst in die Hand nehmen sollte, trug maßgeblich zur Gründung von Freiwilligen Feuerwehren bei. Hauptsächlich entstanden solche Einrichtungen in sehr großen Städten und existieren schon seit dem 18. Jahrhundert. Nur einzelne, wie etwa die Berufsfeuerwehr in Wien, die bereits 1686 gegründet wurde und als erste Berufsfeuerwehr gilt, gehen etwas weiter zurück.
In Deutschland sind viele Feuerwehren in der Zeit der Bürgerlichen Revolution um das Jahr 1848 entstanden. Durch Abwendung vom Obrigkeitsstaat zu einem Staat mit demokratischer Mitwirkung der Bevölkerung legte einen wesentlichen Grundstein für die vielen Gründungsdaten von verschiedenen Feuerwehren in Deutschland.
Mit der Entstehung von Städten gibt es häufig Nachweise von Versuchen, den sehr häufigen Brandereignissen vorzubeugen oder ihnen entgegenzutreten. Im Römischen Reich entstand im Jahr 21 v. Chr. eine erste Feuerwehr mit 600 Sklaven. Im Mittelalter gehörte zu vielen Gemeindeverfassungen die Verpflichtung der Einwohner, sich am Brandschutz zu beteiligen. Für Feuermeldungen waren zunächst Türmer und Nachtwächter zuständig (Ruf: „Feurio!“). Es wurden auch erstmals Feuerknechte in den Feuerlöschverordnungen verankert.
Die feuerwehrtechnische Ausrüstung bestand in der vorindustriellen Zeit aus einfachen Hilfsmitteln, wie Eimern, Leitern oder Einreißhaken. Im 17. Jahrhundert wurde der Schlauch erfunden, der zuerst aus genähtem Leder angefertigt wurde; später wurde das Leder vernietet. Bis zum Beginn des 20. Jahrhunderts wurden Handpumpen, so genannte Feuerspritzen, verwendet, die von der Löschmannschaft an die Einsatzstelle (nur in sehr großen Orten von Pferden) gezogen wurden. Mit der Erfindung des Verbrennungsmotors verbesserte sich auch die Ausrüstung der Feuerwehren: Motorspritzen und selbst fahrende Feuerwehrfahrzeuge erhöhten die Leistungsfähigkeit um ein Vielfaches.
In den USA wurden in der Mitte des 19. Jahrhunderts die ersten, privatwirtschaftlich organisierten, Berufsfeuerwehren gegründet, die teilweise nur Häuser schützten, die die Plakette des jeweiligen Unternehmens trugen. Der Ausbau der Freiwilligen Feuerwehren in Europa in der gleichen Epoche, die teilweise aus Turnvereinen entstanden sind, ist gut dokumentiert.

## Vorzeit
In der Vorzeit standen die Bauten der Menschen relativ isoliert. Entstand ein Brand, so brannte nur eine einzelne Behausung und nicht die ganze Siedlung nieder. Diese Brände wurden aber nur von spontan agierenden Menschen bekämpft. Eine organisierte Feuerwehr existierte nicht.
Aber schon die alten Ägypter hatten die ersten organisierten Feuerlöscheinheiten. Die Erfindung der Feuerspritze (Kolbenpumpe) wird dem griechischen Mechaniker Ktesibios von Alexandria 250 v. Chr. zugeschrieben.

## Römerzeit
Die Gründe für eine weitere Entwicklung des Feuerlöschwesens liegen in der zunehmenden Verstädterung und den Fortschritten der damaligen Bautechnik. Im Römischen Reich entstanden Millionenstädte wie Rom. Mehrstöckige Mietshäuser (insulae) standen meist sehr eng beieinander, auch die Gassen waren sehr eng. Vielfach wurden hölzerne An- und Vorbauten an den Häusern errichtet.
Obwohl Brandstiftung hart bestraft wurde, kam sie sehr häufig vor. Es gab keine Feuerversicherung, aber bei den großen Bränden leistete der Staat Unterstützung für die geschädigten Bürger.
Etliche Male vernichteten Feuersbrünste ganze Stadtteile von Rom. Allein der Brand im Juli 64 n. Chr. (in der Legende wird Kaiser Nero die Brandstiftung zugeschrieben) wütete ungefähr zehn Tage und zerstörte drei von 14 Regionen der Stadt völlig. Sieben weitere Stadtbezirke verwüstete er bis auf ein paar Ruinen. Nach diesem Brand wurden Bauvorschriften erlassen, um die Feuergefahr zu vermindern. Die Straßen wurden breiter, es wurden mehr Plätze angelegt und die Stockwerkzahl der Häuser wurde beschränkt.
Im Jahr 21 v. Chr. wurde eine erste Feuerwehr mit 600 Sklaven gegründet. Zur Zeit des Kaisers Augustus folgte dann ein Feuerlösch-Corps, das aus sieben Kohorten zu je 420 bis 600 Mann bestand. Jede Kohorte war für zwei Stadtteile in Rom zuständig.
Die Römer kannten noch keine Schläuche, obwohl sie Meister der Wasserförderung waren. Stattdessen gehörten zur Ausrüstung: Spritzen, Eimer, Leitern, Stangen, Decken, Körbe, Schwämme, Besen, Lappendecken (mit Wasser getränkt zum Schutz der Nachbarhäuser), Einreißhaken, Sägen und Hämmer. In den Feuerlöschkohorten gab es Wasserträger, Spritzenleute, Leute mit Löschdecken und Zuständige für die Beleuchtung am Einsatzort.

## Mittelalter

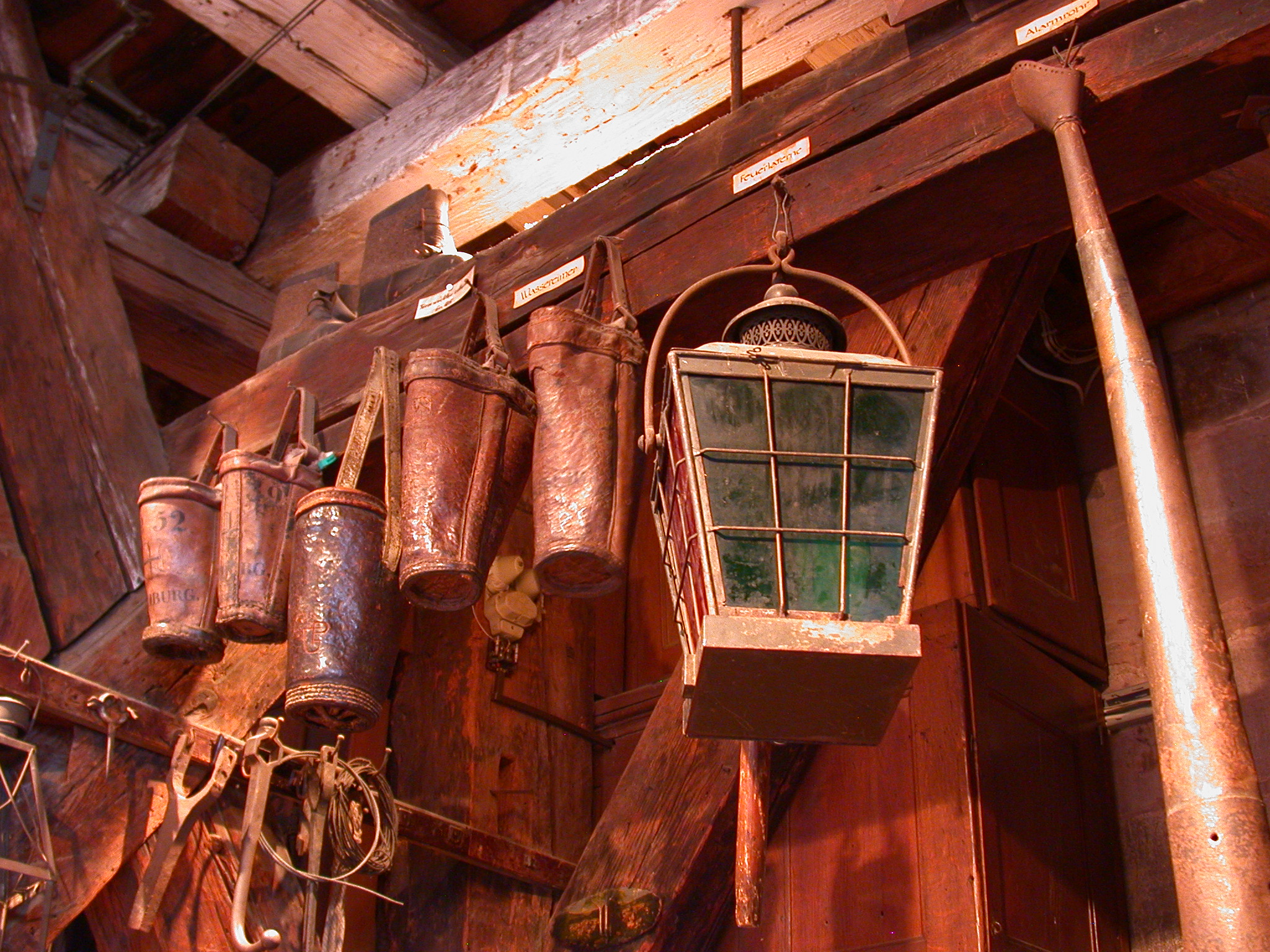
Historische Brandschutzausrüstung im Freiburger Münster: Eimer, Laterne und Signalrohr

Schon im Mittelalter waren die Gemeinden verpflichtet, den Brandschutz aufzubauen. So wurden zuerst die Innungen und Zünfte dazu verpflichtet, im Notfall einzugreifen. Eine der ältesten bekannten Feuerordnungen wurde im Jahr 1086 in Meran aufgestellt, in der die Handwerker die Aufgaben wahrzunehmen hatten.
Trotzdem kamen Großbrände, bei denen ganze Stadtviertel abbrannten, sehr oft vor. So brannte zum Beispiel Lübeck allein im 12. Jahrhundert mehrmals ab. Straßburg brannte im 14. Jahrhundert achtmal nieder. Neben Feuern aus Unachtsamkeit und Brandschatzungen in Kriegen kam es häufig zu Brandstiftungen durch Banden von Mordbrennern. Erst ab dem Ende des 14. Jahrhunderts brannte es seltener, da ab diesem Zeitpunkt solider gebaut wurde und Stein vermehrt das Holz als Baumaterial ersetzte.

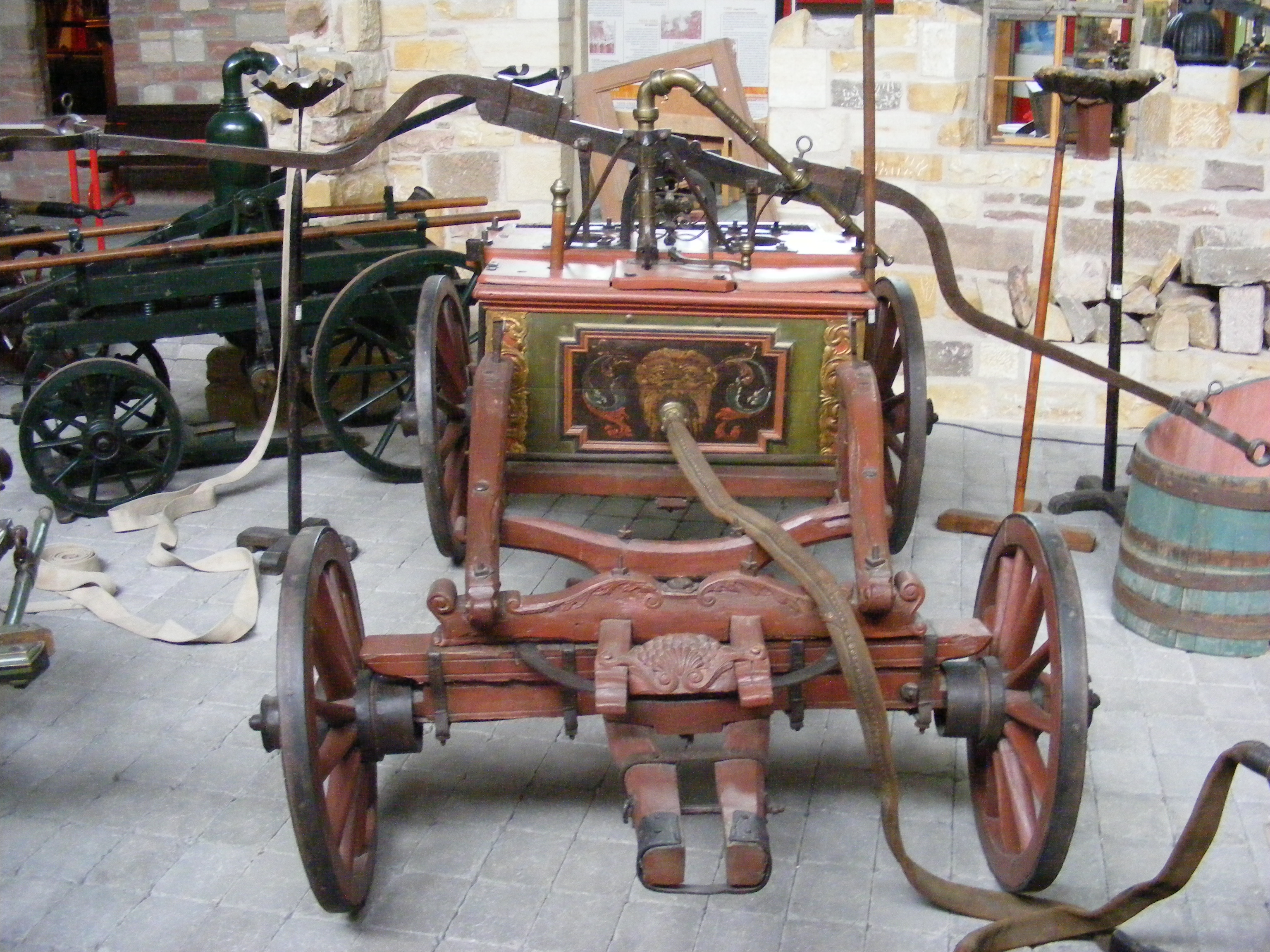
Handdruckspritze (1751) im Deutschen Feuerwehr-Museum

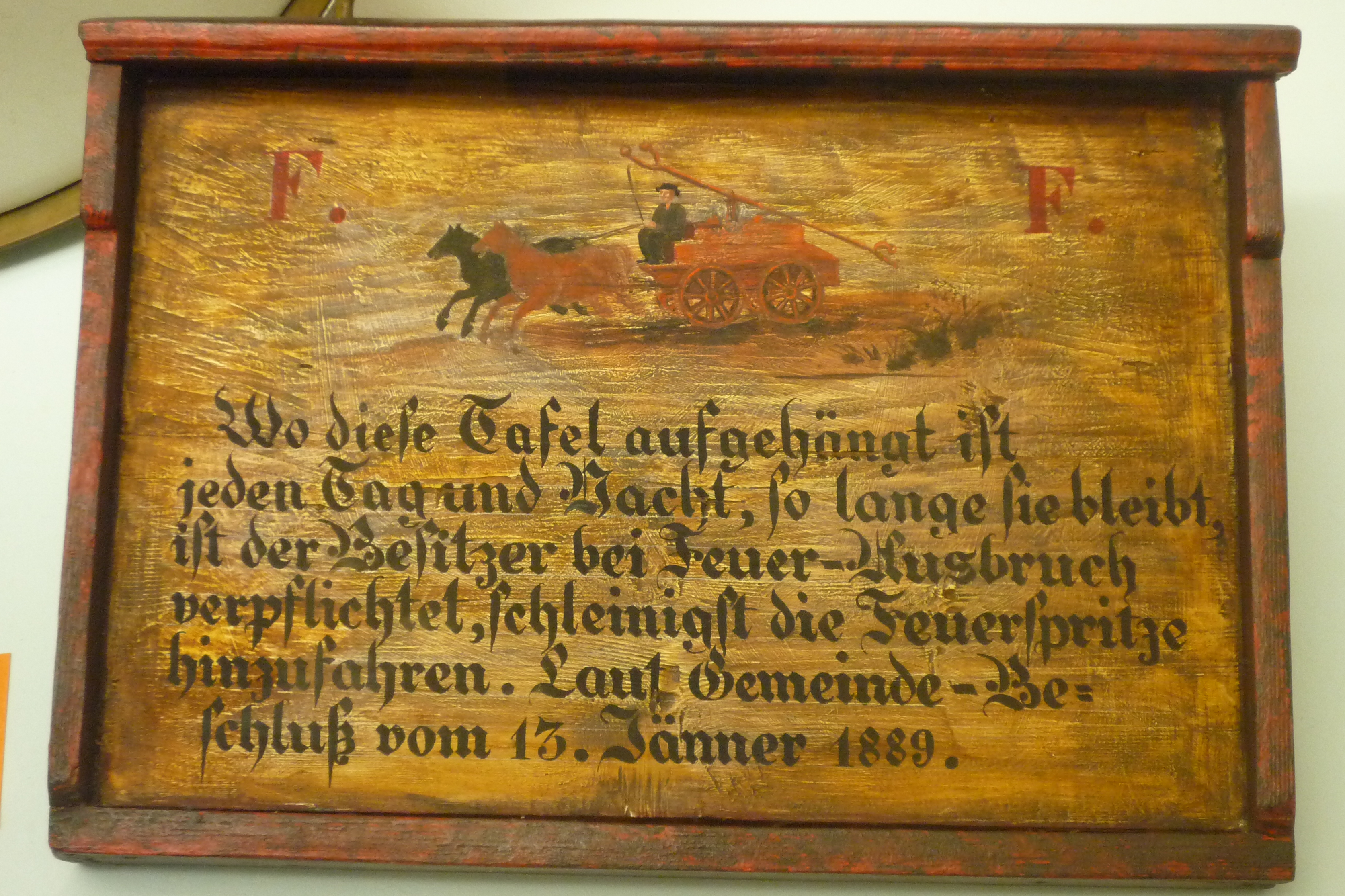
Hinweistafel, die anzeigt, dass ihr Besitzer die Feuerwehrspritze im Ernstfall zum Einsatzort fahren muss (nach 1889)

Im 13. und 14. Jahrhundert griffen die ersten Feuerlöschverordnungen. Diese enthielten zum Beispiel, dass abends ab einer bestimmten Zeit alle Feuer ausgemacht werden mussten, was der Nachtwächter kontrollierte, oder dass jeder Haushalt einen Eimer Wasser für Notfälle bereithalten müsse. So wurde u. a. geregelt, dass Wein- und Wasserträger bei Feuer sofort mit ihren Eimern Wasser zur Brandstelle bringen mussten. Im Stadtzentrum wurde eine Feuerschleife bereitgestellt. Es wurden Nachtwachen eingerichtet, die Feuer in der Stadt zu melden hatten. In den Kirchtürmen wurden Türmerstuben eingerichtet. So gab es bereits im Wiener Stephansdom seit 1444 einen von der Stadt bezahlten Türmer, der mit der Glocke einen Feueralarm geben konnte. Tagsüber musste er eine oder mehrere rote Fahnen schwingen in der jeweiligen Richtung, wo die Brände waren, in der Nacht schwenkte er Laternen. Diese Feuerwache gab es im Stephansdom bis 1955.
Vermehrt wurden Wasserschöpfstellen durch Pumpwerke ständig mit Wasser versorgt und es entstanden nach und nach Wasserwerke. Auch Löschwasserteiche entstanden in den Orten, von denen es heute noch erhaltene gibt, wenn sie auch nicht mehr die ursprünglich wichtige Bedeutung haben.
Als Ausrüstung standen nur Ledereimer, Wasserfässer, Feuerhaken und Dachkrücken zur Verfügung. Ab dem 14. Jahrhundert gab es einfache Spritzen, die zunächst mit Eimern gespeist wurden. Oft wurden bei einem Brand alle Ausgänge des Ortes besetzt, um niemand außer Feuerläufern und den zum Herbeiholen der Feuerspritze Beorderten während des Brandes hinauszulassen. Alle arbeitsfähigen Einwohner hatten mit gefülltem Eimer zur Brandstelle zu eilen und in sich doppelter Reihe nach der nächsten Wasserentnahmestelle aufzustellen: „Durch die Hände lange Kette um die Wette flog der Eimer.“ Die eine Reihe reichte die gefüllten Löscheimer zur Spritze, die andere gab die leeren zum Befüllen zum Gewässer zurück. Gehorsamsverweigerung gegenüber dem eingesetzten Kommando, unerlaubtes Entfernen von der Brandstätte oder absichtliches Beschädigen der Löschgeräte wurde mit empfindlicher Leibesstrafe geahndet. Die vom Brandort geretteten Sachen wurden an einem feuersicheren Platz scharf bewacht.

## Neuzeit
Im 16. Jahrhundert wurde der Schlauch erfunden, der zuerst aus genähtem Leder angefertigt wurde; später wurde das Leder vernietet. Darüber hinaus wurden manche Feuerwehrmänner seit dem späten 17. Jahrhundert mit alten Militärhelmen ausgerüstet. Mitte des 18. Jahrhunderts wurden erstmals Hanfschläuche eingesetzt, die aber erst 100 Jahre später zuverlässig im Feuerwehrdienst genutzt werden konnten, nachdem sie mit einer Gummi-Einlage versehen wurden.
Geschichtlich betrachtet ist in Deutschland die Pflichtfeuerwehr der Vorläufer der Freiwilligen Feuerwehr. So ist beispielsweise belegt, dass die Stadt Meißen bereits im Mittelalter ein organisiertes Löschwesen hatte. Durch Anordnungen war jeder Bürger zu Hilfeleistung bei Bränden verpflichtet. Wer sich widersetzte, wurde entweder mit Haft oder Verbannung aus der Stadt bestraft.
Um das Jahr 1835 mussten nach Verordnung der Regierung des Herzogtums Nassau Pflichtfeuerwehren aufgestellt werden. So wurde jeder Mann vom 20. bis zum 60. Lebensjahr zum Feuerlöschdienst verpflichtet und hatte dreimal im Jahr zu einer Pflichtübung zu erscheinen. Ausgenommen waren Pfarrer, Ärzte und Lehrer. Die Mitglieder der Pflichtfeuerwehren wurden im Brandfall nicht immer mit den anfallenden Aufgaben fertig. Diese mangelhaften Zustände und die von Turnvater Jahn ausgehende deutsche Turnbewegung waren wesentliche Gründe, dass engagierte Bürger nach und nach Freiwillige Feuerwehren gründeten. Eine Pflichtfeuerwehr war auch in § 67 ff. der 1885 erlassenen Feuerpolizeiordnung der Provinz Westfalen vorgesehen. Ein historisches Beispiel ist die Pflichtfeuerwehr in Obertiefenbach (1835 bis 1936), dem Hauptort der heutigen Gemeinde Beselich, in dem die Pflichtfeuerwehr auch während der seit 1880 gleichzeitig bestehenden örtlichen Freiwilligen Feuerwehr aufrechterhalten wurde.

### Älteste Feuerwehr in Deutschland

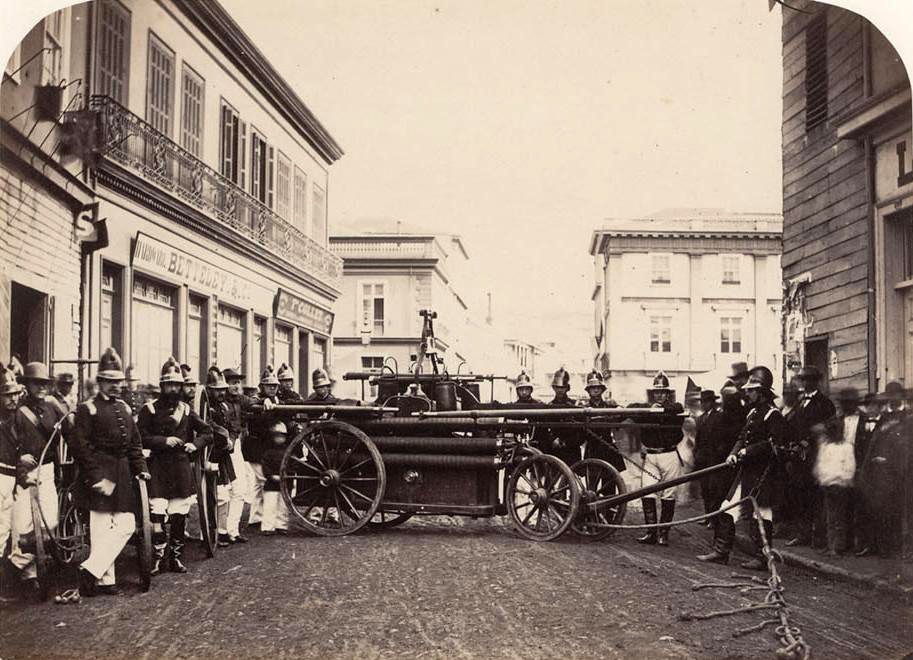
Freiwillige Feuerwehr von Valparaíso im Jahr 1861, dem Jahr ihrer Gründung. Alle Kosten wurden von den damals noch meist wohlhabenden Freiwilligen getragen. Bis heute sind alle (öffentlichen) Feuerwehren in Chile Freiwillige, ausgenommen Funker, Telefonist und Lkw-Fahrer, die Angestellte sind.

Es gibt mehrere Feuerwehren in Deutschland, die für sich beanspruchen, Deutschlands „älteste Freiwillige Feuerwehr“ zu sein. Die Feuerwehr der Stadt Saarlouis ist eine der ältesten, wenn auch darüber gestritten wird, ob sie aufgrund ihrer wechselhaften Zugehörigkeit als deutsche Feuerwehr gezählt werden kann. Sie wurde 1811 von den damaligen Besitzern der Stadt, den Franzosen unter der Herrschaft von Napoleon, gegründet. Im Jahre 1811, kurz nach einem in dem Nachbardorf Fraulautern ausgebrochenen großen Brand, wurde auf Beschluss des Magistrats der Stadt Saarlouis die bestehende Pompiers-Kompagnie unter Genehmigung des Präfekten von Metz Vincent-Marie Viénot, Herzog von Vaublanc, durch den Oberbürgermeister Michel Reneauld neu organisiert. Diese Neubildung geschah zu einer Zeit, als Napoleon ein Dekret für die Pariser Feuerwehr erlassen hatte, dessen Kerngedanken Freiwilligkeit der Rekrutierung der Mannschaft, militärisch straffe Organisation und unbezahlter Dienst, also Ehrenamtlichkeit, waren. Da dieses Dekret zwar ausdrücklich nur für Paris galt, die Brandschutzproblematik aber überall die gleiche war, erließen in der Folge auch die Präfekturen in Frankreich für ihre Verantwortungsbereiche vergleichbare Dekrete (beispielsweise der Präfekt Vaublanc für die Stadt Metz 1812). Eine ebenfalls im damals zu Frankreich gehörenden Teil von Deutschland gegründete Feuerwehr ist die Feuerwehr Alzey, welche am 10. September 1799 gegründet wurde. Im Gegensatz zu den zuvor erwähnten Gründungen geschah die am 17. Juli 1841 erfolgte Gründung des Freiwilligen Feuerlösch- und Rettungskorps Meißen ausdrücklich auf der Grundlage der Freiwilligkeit als „freiwillige Lösch- und Rettungsgesellschaft“. Die Freiwillige Feuerwehr Meißen gilt als erste deutsche Freiwillige Feuerwehr nach heutigem Verständnis.

### Feuerwehren im Kaisertum Österreich
Die älteste Organisation in der Habsburger-Monarchie ist die Berufsfeuerwehr Wien. Sie gilt mit dem Gründungsjahr 1686 als die älteste Berufsfeuerwehr der Welt. Erst später folgten andere, wie die beiden Betriebsfeuerwehren in den Tabakfabriken Fürstenfeld im Jahr 1813 und Schwaz 1831. Die Freiwilligen Feuerwehren, die auf dem Gebiet des heutigen Österreichs auch noch zum aktuellen Zeitpunkt das Rückgrat einer flächendeckenden Brandbekämpfung bilden, entstanden in der zweiten Hälfte des 19. Jahrhunderts. Dabei spielte Ferdinand Leitenberger, der das Konzept und auch die erste Freiwillige Feuerwehr der Monarchie im Jahr 1851 in Reichsstadt, im heutigen Tschechien und fast zeitgleich in Linz begründete.

### Feuerwehren im heutigen Sinne

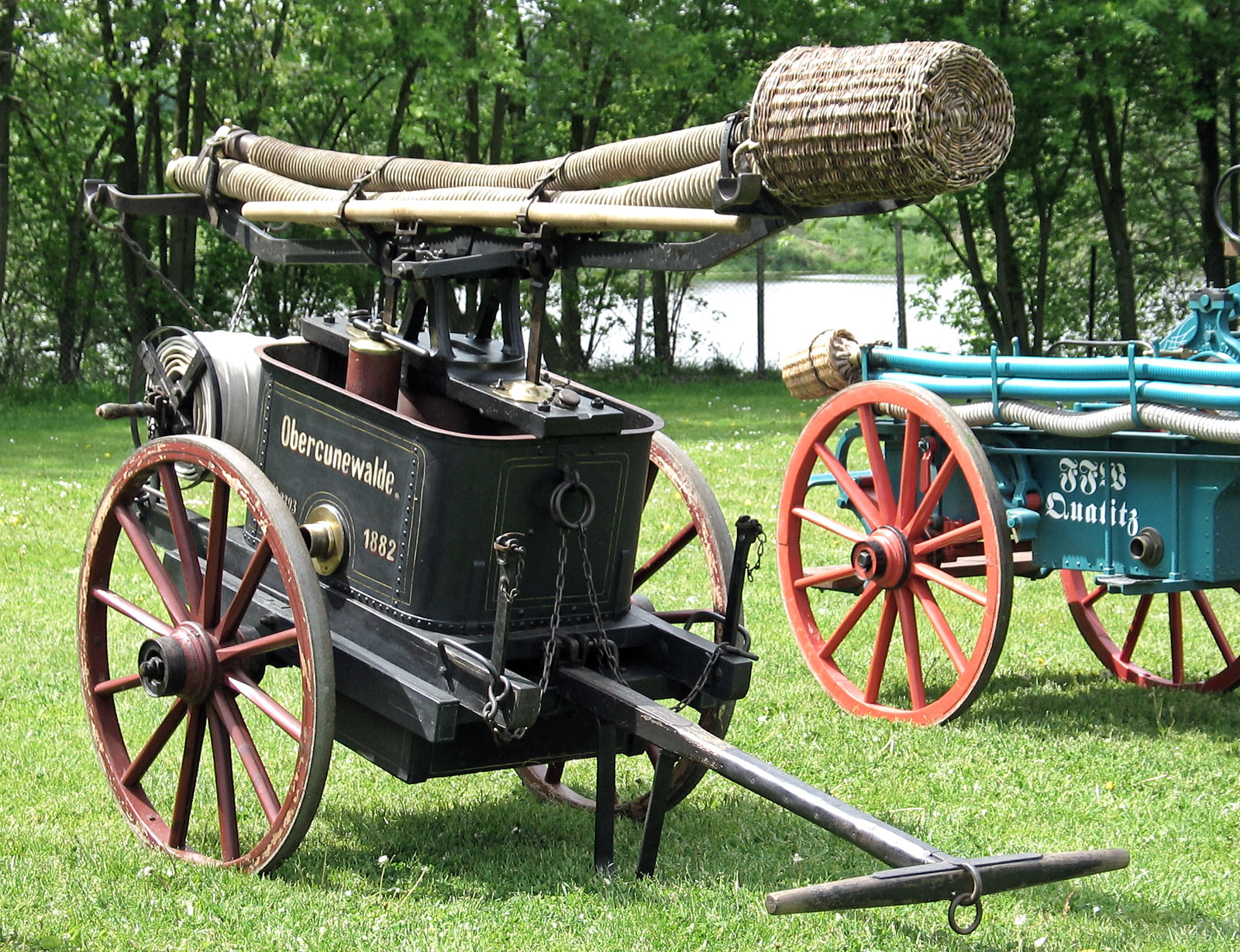
Handdruckspritze von 1882 der Feuerwehr Obercunewalde

Feuerwehren im heutigen Sinne entstanden erst in der Mitte des 19. Jahrhunderts. Da ja bereits vor diesen Feuerwehren „neuen Typs“ kommunale Löschwesen existierten, wird hier oft einiges durcheinander geworfen. Deshalb unterscheidet man Brandschutzgeschichte und Feuerwehrgeschichte.
Beim Karlsruher Hoftheaterbrand am 28. Februar 1847 brillierte mit dem Durlacher „Pompiercorps“ erstmals eine Feuerwehr neuen Typs aus Freiwilligen. Die Durlacher nutzten eine moderne bewegliche Handdruckspritze vom jungen Unternehmen Metz; sie setzten so genannte Steiger – alles Turner – mit neuartigen Hakenleitern ein, die die Dächer der umliegenden Gebäude erstiegen, um den Brand abzuriegeln und von den Dächern aus zu bekämpfen. Die Brandbekämpfung war durch den Einsatz der Steiger aus ihrer Beschränkung auf die Verteidigung umliegender Häuser herausgetreten und hatte die Angriffsfähigkeit gewonnen. „Das Löschwesen ist Turnwesen“, hatte auch der Geräte-Unternehmer Carl Metz folgerichtig in seiner Flugschrift vom Juni 1848 festgestellt. Das galt auch bei den in dieser Epoche neu gegründeten Berufsfeuerwehren, die Turnlehrer beschäftigten. Eine der ersten gab es im preußischen Berlin (s. u.). Alle Feuerwehrangehörigen neuen Typs wurden als weitere bahnbrechende Neuerung nach dem militärischen „Nummernsystem“ gedrillt. Zeitgleich entwickelten Unternehmen eine verbesserte Löschtechnik des Feuerwehrwesens mit Wasserpumpen und fahrbaren Leitern (Metz, Magirus). Am 3. September 1854 fand in Ulm der 1. Deutsche Feuerwehrtag statt. Der Wahlspruch Gott zur Ehr’ – dem Nächsten zur Wehr verwurzelte sich im deutschen Feuerwehrwesen.
Älteste deutsche Berufsfeuerwehr in Berlin: Am 16. Januar 1851 wurde in Berlin Ludwig Carl Scabell zum Leiter der ersten Berufsfeuerwehr Deutschlands ernannt. Er kommandierte als zukünftiger Königlicher Branddirektor insgesamt 971 Löschkräfte, die über die seinerzeit modernsten Handdruckspritzen und Geräte verfügten und nach den neuesten Methoden geschult waren.

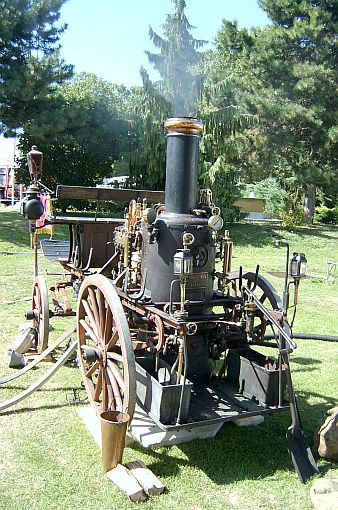
Dampfspritze von 1910 der Feuerwehr Gainfarn in Niederösterreich

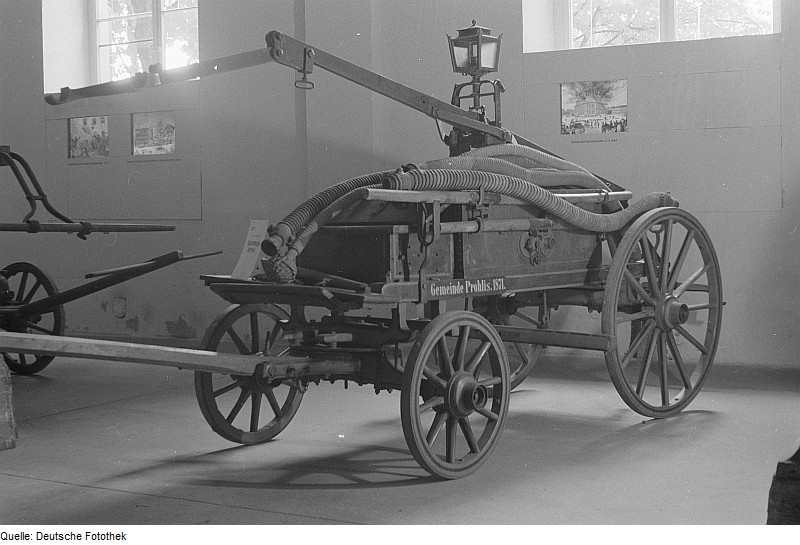
Handdruckspritze (spätes 19. Jahrhundert) der Feuerwehr Prohlis

Vereinzelt bis ins 20. Jahrhundert hinein wurden, besonders in ländlichen Gebieten, handbetriebene Feuerspritzen verwendet, die mit Menschenkraft oder von Pferden an die Einsatzstelle gezogen wurden. Bereits Mitte des 19. Jahrhunderts begannen sich, besonders in den großen Städten, die so genannten Dampfspritzen durchzusetzen (hier übernahm eine Dampfmaschine den Antrieb der Kolbenpumpe). Auch diese Pumpen wurden lange Zeit mit Pferden zur Einsatzstelle gezogen. Die Weiterentwicklung führte, zum Teil parallel zur Motorisierung mit Verbrennungsmotoren zu selbstfahrenden Dampfspritzen, die durch Elektromotoren oder mittels der mitgeführten Dampfmaschine Vortrieb erlangten. Nachdem die Verbreitung der Verbrennungsmotoren verstärkt voranschritt, wurden auch vermehrt die Feuerspritzen mit diesen angetrieben auf Einachsanhänger montiert. Diese galten als so genannte Lafettenspritzen oder als selbst fahrendes Feuerwehrfahrzeug, bei denen über einen Nebenantrieb der Fahrmotor den Pumpenantrieb übernahm. Nach dem Zweiten Weltkrieg wurden auch viele ausgediente Militärfahrzeuge zu Feuerwehrfahrzeugen umgebaut und versahen noch lange ihren Dienst.
In den USA wurden erst Mitte des 19. Jahrhunderts die ersten und privatwirtschaftlich organisierten Berufsfeuerwehren gegründet. Teilweise wurden nur Häuser, die die Plakette einer solchen Firma trugen, gelöscht. In New York dagegen gab es starke Konkurrenz um Versicherungsprämien. So genannte runners versuchten, bei einem Brand den nächstgelegenen Hydranten für ihre Firma in Beschlag zu nehmen, was oft zu Schlägereien führte.
Am 23. November 1938 trat das für das gesamte Deutsche Reich gültige „Gesetz über das Feuerlöschwesen“ in Kraft. Das NS-Regime unterstellte mit diesem Gesetz die Feuerwehren als technische Polizeitruppe der Zuständigkeit des Reichsministers des Innern. Damit wurden die Berufsfeuerwehren als Feuerschutzpolizei in die zentrale Polizeistruktur eingebunden. Die Freiwillige Feuerwehr hatte ab dann den Status einer Hilfspolizei.
Die neu angeschafften Feuerwehrfahrzeuge, nun Teil der Polizei, wurden in Polizeigrün lackiert. Vorhandene Fahrzeuge wurden nach und nach umlackiert, einige behielten jedoch auch die bisherige Farbgebung. Ebenfalls wurde die Bezeichnung „Feuerschutzpolizei“ auf den Fahrzeugen über dem Reichsadler, der wie bei der Polizei mit dem Kopf nach rechts schaute, angebracht.

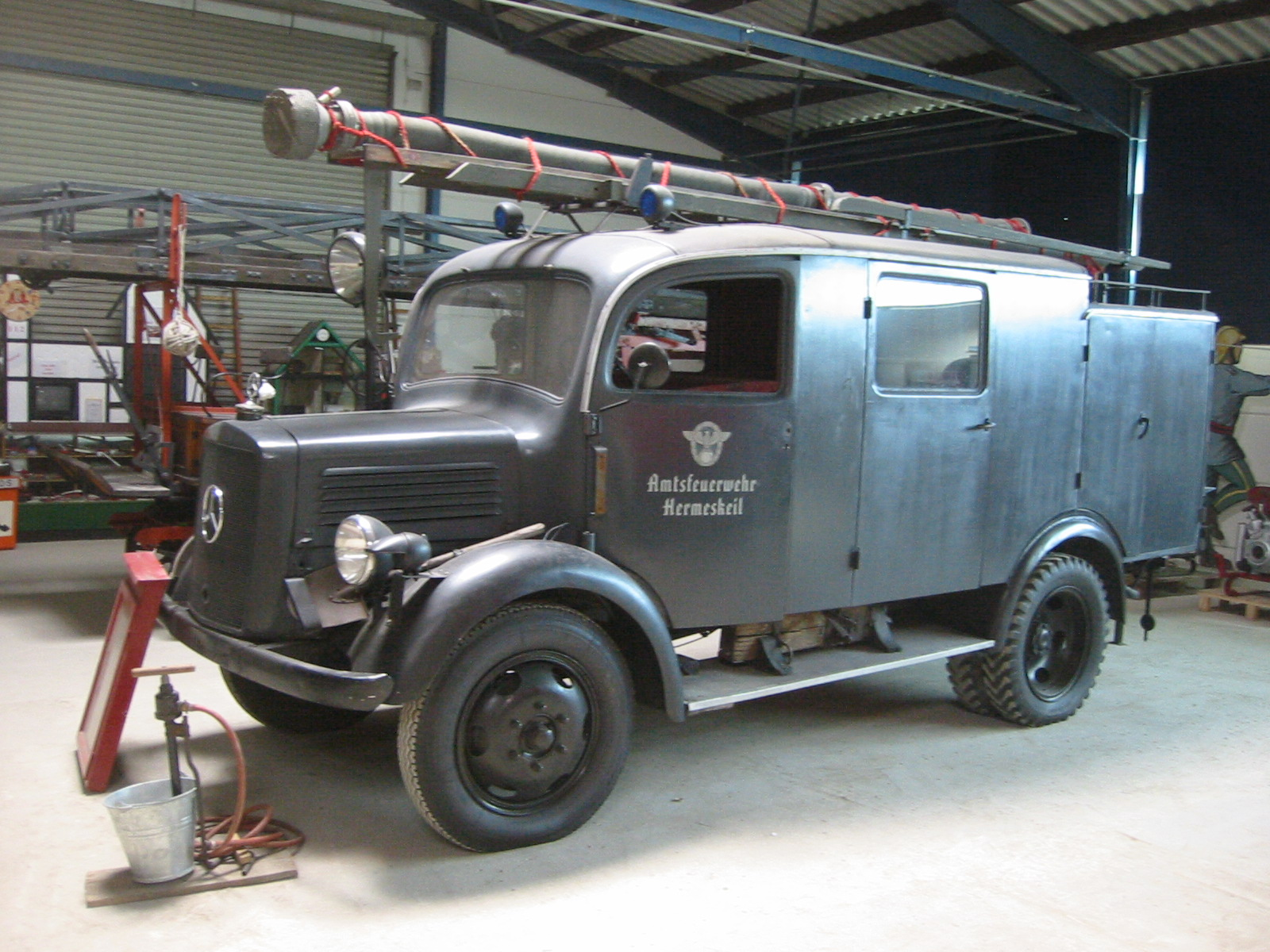
Leichtes Löschgruppenfahrzeug LLG in luftwaffengrau (1943) im Rheinland-Pfälzischen Feuerwehrmuseum Hermeskeil

Im Laufe des Krieges kam es zunehmend zu Materialknappheit – der Bedarf der Wehrmacht wurde primär bedient. Es kam somit zunehmend zu Vereinfachungen bei Fahrzeugen und Ausrüstungen. Zunächst wurden die Beschriftungen der Fahrzeuge vereinfacht, später auch die Lackierung und die Aufbauten. Etwa ab 1943 benutzte man Pressspanplatten sowie Hartkarton für die Aufbauten der Feuerwehrfahrzeuge. Die Lackierung sparte man nunmehr ganz ein, es wurde lediglich Grundierung aufgetragen.
Das Problem der Feuerwehren mit der abnehmenden Mannschaftsstärke durch die Einberufungen zur Wehrmacht und durch die durch den Luftkrieg verursachten Verluste, glichen zum Teil Frauen und Jugendliche, die eigentlich nicht zur Feuerschutzpolizei durften, aus. Es gab so genannte Feuerwehrhelferinnen und HJ-Feuerwehrscharen – zumeist unter der Leitung altgedienter Feuerwehrleute. Die verlorene, zerstörte oder wegen langer Reparaturzeiten ausgefallene Ausrüstung konnten auch diese Kräfte nicht kompensieren.

### Feuerwehrverbände
Der Deutsche Feuerwehrverband wurde am 10. Juli 1853 auf Initiative des Ulmer Feuerwehrkommandanten Conrad Dietrich Magirus in Plochingen gegründet. Einen radikalen Eingriff in Aufbau und Struktur der Feuerwehren gab es in der Zeit des Nationalsozialismus mit dem Gesetz über das Feuerlöschwesen. Auf Weisung des Reichsinnenministeriums stellte der Verband im Jahr 1938 seine Tätigkeit ein. Die Neugründung nach dem Zweiten Weltkrieg erfolgte am 12. Januar 1952 in Fulda (Hessen).
Im Jahr 1889 wurde der Ständige Österreichische Feuerwehr-Ausschuss als Vorgänger des Österreichischen Bundesfeuerwehrverband (ÖBFV) gegründet. Der Name wurde im Jahr 1900 auf Österreichischer Reichsverband geändert. Nach dem „Anschluss“ im Jahr 1938 nannte sich der Verband kurz Österreichischer Landesfeuerwehrverband. Da die Feuerwehr aber insgesamt in der nationalsozialistischen Organisation der Polizei unterstellt wurde, verlor der Verband seine Kompetenz und löste sich Mitte 1938 auf. Nach dem Zweiten Weltkrieg wurde der Verband im Jahr 1948 mit der heutigen Bezeichnung gegründet.

### Fachzeitschriften
Die erste deutsche Feuerwehrpublikation erschien als „Die Deutsche Feuerwehrzeitung, technische Blätter für die deutschen Feuerwehren“ mit Erscheinungsort Stuttgart im Jahr 1860. Nachfolgend entstehen Feuerwehrfachzeitschriften der Landes- und Provinizalfeuerwehrverbände, die in erster Linie den Charakter von Verbandsorganen hatten. Bahnbrechend wirkte 1868 die „Zeitung für Feuerwehrlöschwesen“ in München als Organ des Bayerischen Landes-Feuerwehrverbandes und Organ des Pfälzischen Kreis-Feuerwehrverbandes. Die „Kreis-Feuerwehrzeitung“ des Kreisfeuerwehrverbandes für Unterfranken tritt im Jahr 1873 an die Öffentlichkeit, während die erste Ausgabe der „Nassauischen Feuerwehrnachrichten“ als Organ des Feuerwehrverbandes für den Regierungsbezirk Wiesbaden im Jahr 1875 herausgegeben wurde. Nun schlossen sich eine lange Reihe von überregionalen und regionalen deutschen Feuerwehrzeitungen an, die meist monatlich erschienen. Die erste österreichische Publikation des Feuerwehrwesens „Österreichische Verbands-Feuerwehrzeitung“ erschien im Jahr 1876 als Organ des damaligen österreichischen Feuerwehr-Reichsverbandes.

## Entstehung des BegriffesFeuerwehr
In der kurz nach dem Theaterbrand in Karlsruhe im Februar 1847 erschienenen Zeitschrift für die gesamte Staatswissenschaft in Tübingen stand folgender Satz:

„Eine Feuerlandwehr wünschen wir, statt des Feuerlandsturms, den wir haben.“

Damit wollte man ausdrücken, dass die Bewohner ähnlich der Landwehr auch bereits vorher feuerwehrtechnisch ausgebildet sein und permanent üben, im Gegensatz zum Landsturm beim Militär, der über keinerlei Ausbildung verfügte, aber in Einsatz geschickt wurde.
Wann und wo der Begriff erstmals verwendet wurde, ist nicht belegt. Allerdings wurde das Karlsruher Pompiers-Corps in einem internen Bericht vom 24. August 1847 an den Gemeinderat als freiwilliges Feuerwehr-Corps bezeichnet. Öffentlich wurde der Begriff von der Karlsruher Zeitung am 19. November 1847 gedruckt.

## Literatur

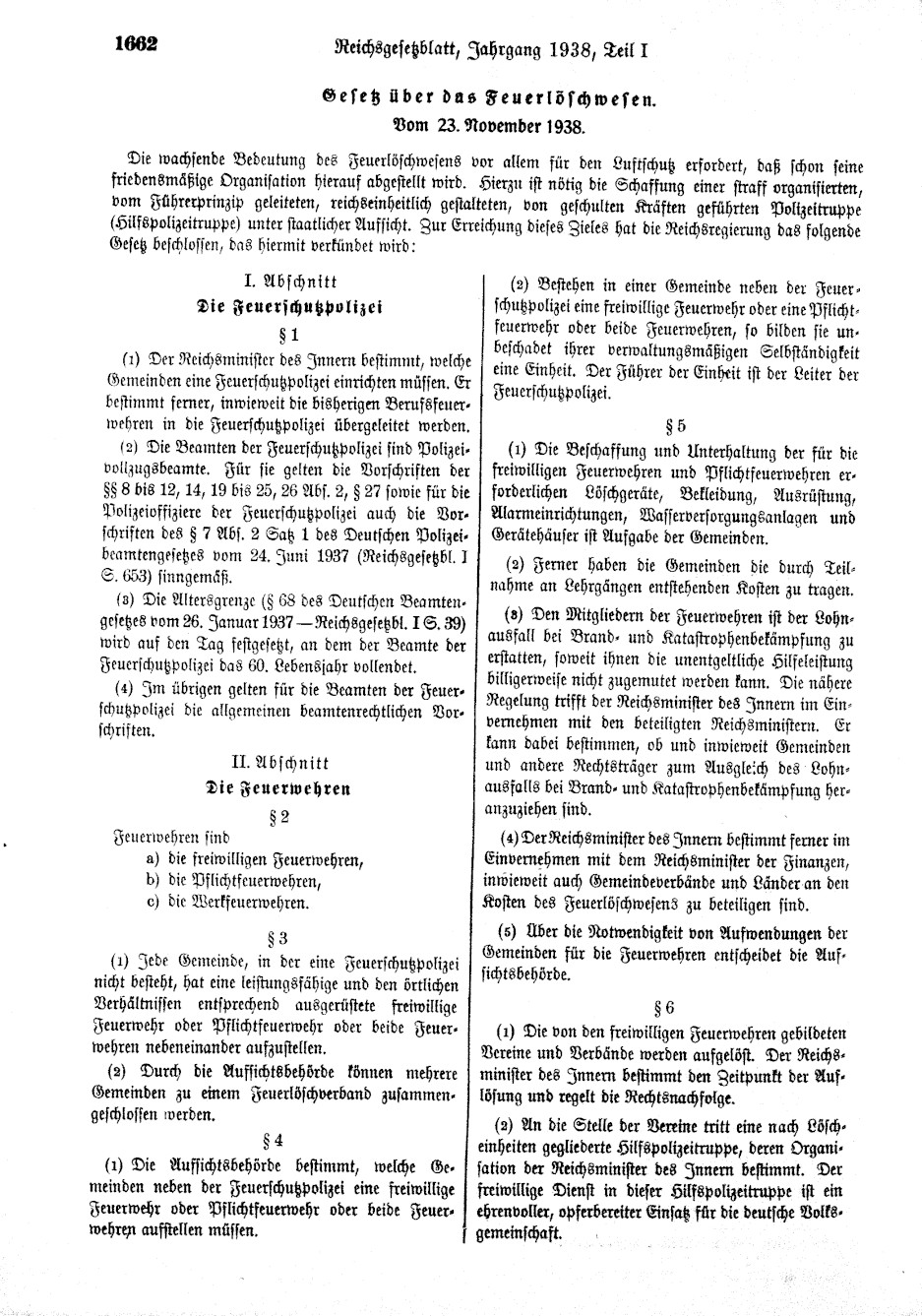
Gesetz über das Feuerlöschwesen vom 23. November 1938 (Deutsches Reich)